# Coelops robinsoni hirsutus
Coelops robinsoni hirsutus és una subespècie del ratpenat nasofoliat de Robinson. És endèmic de les Filipines, on viu a les illes de Mindanao, Mindoro i, probablement, algunes de les que hi ha entremig. El seu hàbitat natural són les coves i presumiblement als boscos. Es desconeix si hi ha cap amenaça significativa per a la supervivència d'aquesta subespècie, tot i que està afectada per la pèrdua de l'hàbitat a causa de l'agricultura, l'explotació forestal, la mineria i la urbanització.